# 謝夏命案
謝夏命案，是1964年發生於嘉義市的姦殺案，臺灣首件以毛髮破案之刑案。兇手為死者任職之醫院的院長劉堂坤。

## 經過
當時二十歲的謝夏是劉內科裡的護士，已經有論及婚嫁的男朋友，卻疑似突然自殺。一開始所有指向皆指為醫院的雜役李發與謝夏發生不倫關係，因李發不娶謝夏，謝夏羞憤自殺。但後來查出，李發為院長劉堂坤收買頂罪。後檢察官莊柏林就到醫院搜查，查到劉堂坤在謝女的病歷中填寫：患急性大葉肺炎死亡，莊柏林檢查當場扣押這張不實的病歷，並偕同法醫王世宗開棺驗屍，在謝女的下體中採證到50根陰毛，經送日本檢驗機關鑑確定其中一根為劉堂坤所有，且謝女全身有強烈安眠藥注射之反應，劉堂坤才坦承犯下這起駭人聽聞的姦殺案。一審、二審法官皆判劉死刑，三審轉判無期徒刑。案發時劉堂坤51歲，服刑22年後假釋出獄，出獄後隱姓埋名，1999年病逝於台中。

## 影響
「謝夏一根毛」成為日後，警察辦案發現強姦證據的術語。